# Linia kolejowa Aloszcza – Połock
Linia kolejowa Aloszcza – Połock – linia kolejowa na Białorusi łącząca stację Aloszcza i granicę państwową z Rosją ze stacją Połock.
Znajduje się w obwodzie witebskim. Linia na całej długości jest niezelektryfikowana i jednotorowa.

## Historia
Linia powstała w latach 1902-1907 jako część kolei bołogojsko-siedleckiej. Pierwotnie przewidywano otwarcie linii na rok 1905, jednak potrzeby wojska na materiały służące do budowy linii na fronty wojny rosyjsko-japońskiej, opóźniły zakończenie budowy. Ostatecznie linia została przekazana do eksploatacji w styczniu 1907. Początkowo leżała w Imperium Rosyjskim, następnie w Związku Sowieckim. Od 1991 położona jest na Białorusi.